# Siphonoporella aviculifera
Siphonoporella aviculifera is een mosdiertjessoort uit de familie van de Steginoporellidae. De wetenschappelijke naam van de soort is voor het eerst geldig gepubliceerd in 1941 door Silén.